# Classe Damen Stan 4207
La classe Damen Stan 4207 est une classe de  patrouilleur, conçue et fabriquée par l'entreprise néerlandaise Damen Group. L'entreprise fabrique une gamme de navires de patrouille de différentes tailles. Les noms des modèles de navires de patrouille de Damen Stan incluent un code à quatre chiffres, où les deux premiers chiffres sont la longueur du navire, en mètres, et les deux autres chiffres sont sa largeur.

## Opérateurs
Plus d'une douzaine de pays ont des classes de navires basées sur la conception des navires de patrouille Damen Stan 4207. Certaines variantes sont équipées de canons de pont, tandis que d'autres sont équipées pour des tâches en temps de paix comme la recherche et sauvetage, la protection des pêches, la surveillance de l'environnement ou la.
- Garde côtière d'Albanie
- Forces armées bahaméennes
- Garde côtière barbadienne
- Border Police de Bulgarie
- Garde côtière canadienne
- Forces armées du Honduras
- Force de défense jamaïcaine
- Marine mexicaine
- Garde côtière néerlandaise
- Marine nicaraguayenne
- Border Force du Royaume-Uni
- Marine vénézuélienne